# 市長廣場—愛爾蘭國家學院站
市長廣場—愛爾蘭國家學院站（英語：Mayor Square - NCI）是一個位於愛爾蘭都柏林下市場廣場街的都柏林轻轨站，在2009年通車，為紅線延伸工程往都柏林港區的車站之一。車站能夠通往愛爾蘭國家學院和國際金融服務中心。
都柏林公車路線33D、33X、53A、90、142、151和757均能到達此站。